# Rostad
Pour les articles homonymes, voir Rostad (homonymie).
 (septembre 2018).
Rostad est une localité du comté de Nordland, en Norvège.

## Géographie
Administrativement, Rostad fait partie de la kommune de Moskenes.